# Sarah Fischer
Sarah Fischer, född 9 november 2000, är en österrikisk tyngdlyftare.
Vid olympiska sommarspelen 2020 i Tokyo tävlade Fischer i damernas +87 kg, där hon slutade på 10:e plats.